# マイケル・グラント・テリー
マイケル・グラント・テリー（Michael Grant Terry）は、アメリカ合衆国の俳優。

## 出演作品
- ＢＯＮＥＳ　ボーンズ　-骨は語る- シーズン8（ウェンデル・ブレイ）
- ＮＣＩＳ　～ネイビー犯罪捜査班 シーズン10
- ＣＳＩ：１２　科学捜査班（第3話）
- キャッスル　～ミステリー作家は事件がお好き シーズン4
- クローザー ファイナル・シーズン
- ＢＯＮＥＳ　ボーンズ　-骨は語る- シーズン7（ウェンデル・ブレイ)
- クリミナル・マインド６　ＦＢＩ行動分析課
- ＢＯＮＥＳ　ボーンズ　-骨は語る- シーズン6（ウェンデル・ブレイ）
- ディフェンダーズ　闘う弁護士
- ＢＯＮＥＳ　ボーンズ　-骨は語る- シーズン5（ウェンデル・ブレイ）
- ＢＯＮＥＳ　ボーンズ　-骨は語る- シーズン4（ウェンデル・ブレイ）
- イレブンス・アワー
- WITHOUT A TRACE／FBI 失踪者を追え! シーズン6
- ＡＡＡＨ！ゾンビーズ！！　俺タチだって生きている
- ヴェロニカ・マーズ シーズン3
- ＣＳＩ：ニューヨーク3